# Hormurus cameroni
Espèce
Hormurus cameroni est une espèce de scorpions de la famille des Hormuridae.

## Distribution
Cette espèce est endémique de la province de Baie Milne en Papouasie-Nouvelle-Guinée. Elle se rencontre dans les monts Pini et Ubwam et vers Halowia.

## Description
Le mâle holotype mesure 51,00 mm, les mâles mesurent de 45,00 à 51,00 mm et les femelles de 45,00 à 54,00 mm.

## Systématique et taxinomie
Cette espèce a été décrite par Monod, Austin et Prendini en 2023.

## Étymologie
Cette espèce est nommée en l'honneur de Howard Don Cameron.

## Publication originale
- Monod, Lehmann-Graber, Austin, Iova & Prendini, 2023 : « Atlas of Australasian hormurid scorpions. I. The genus Hormurus Thorell, 1876 in Papua New Guinea. Exceptional morphological diversity in male and female copulatory structures suggests genital coevolution. » Revue Suisse de Zoologie, vol. 130, Suppl., p. 1-243 (texte intégral).